# アイリアノス

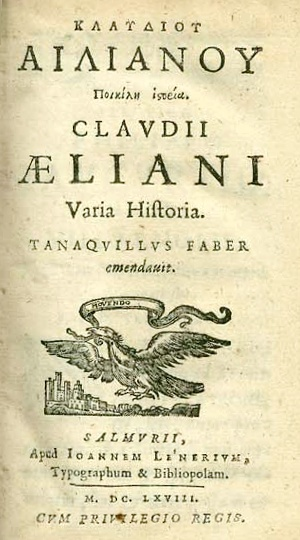
1668年のVaria Historiaの表紙。By Tanaquil Faber

クラウディオス・アイリアノス（ギリシア語: Κλαύδιος Αἰλιανός、ラテン語: Claudius Aelianus、175年頃 - 235年頃）は、古代ローマの著述家。ローマ近郊のプラエネステ（現在のパレストリーナ）出身。アイリアノスが書いた文献は全てギリシア語で書かれており、著述としては教訓が漂う逸話集の『動物の特性について』や『ギリシア奇談集』が有名である。
『動物の特性について』にてサルデーニャやコルシカ沖で冬場を過ごし、しばしば波打ち際で人を襲う「海の羊」（シャチと解釈されることが多いが一説によればイッカクであるともされる）について語っているが、大洋近くに住む住民に伝わる寓話として、ポセイドンの子孫であるアトランティスの王が持つ権威の象徴であるクリオスの雄の皮で作られた帯を頭に巻き、王妃達はクリオスの雌の巻き毛を身に着けていたという話を紹介している。また、未確認生物のムカデクジラにも言及しており、「スコロペンドラ」として記載がある。
古代末期には教師として多くの人々より尊重されたとされる。

## 日本語訳
- 『ギリシア奇談集』松平千秋、中務哲郎訳、岩波文庫、1989年
- 『動物奇譚集』全2巻、中務哲郎訳、京都大学学術出版会〈西洋古典叢書〉、2017年